# Линден (Висконсин)
Линден (енгл. Linden) град је у америчкој савезној држави Висконсин.

## Демографија
По попису из 2010. године број становника је 549, што је 66 (-10,7%) становника мање него 2000. године.
| Група             | 2000.       | 2010.       |
| Белци             | 609 (99,0%) | 534 (97,3%) |
| Афроамериканци    | 1 (0,2%)    | 3 (0,5%)    |
| Азијати           | 0 (0,0%)    | 0 (0,0%)    |
| Хиспаноамериканци | 0 (0,0%)    | 6 (1,1%)    |
| Укупно            | 615         | 549         |